# استخلاص الرنا

استخلاص الرنا عبر استخلاص الطورين (en) وترسيب الإيثانول (en).

استخلاص الرنا (بالإنجليزية: RNA extraction)‏ هو تنقية الرنا من العينات البيولوجية، هذا الإجراء معقد بسبب تواجد إنزيمات الريبونزكلياز الوفير في الخلايا والأنسجة، والتي بإمكانها تفكيك الرنا بسرعة. تُستَخدم العديد من الطرق في علم الأحياء الجزيئي لعزل الرنا من العينات، وأشهر هذه الطرق هي استخلاص حمض ثيوسيانات الغوانيدنيوم-فينول-كلوروفورم (en). تتميز طريقة ورقة الترشيح في التحليل والشطف بقدرة إنتاجية عالية.
استخلاص الرنا في سائل الهيدروجين باستخدام هاون ومدقة (أو آلة فولاذية تعرف بساحقة النسيج) مفيد كذلك في منع نشاط الريبونوكليازات.

## التلوث بالرناز
استخلاص الرنا في تجارب علم الأحياء الخلوي يُعقده بشدة تواجد جزيئات الرناز الوافر والقوي والتي تقوم بتفكيك عينات الرنا. يمكن لبعض جزيئات الرناز أن تكون قوية للغاية وتثبيطها صعب مقارنة بتثبيط الدنازات. فضلا عن الرناز الخلوي المتحرر، توجد العديد من الرنازات في المحيط الجواري. تطورت الرنازات للقيام بالعديد من الوظائف الخلوية في مختلف الكائنات، على سبيل المثال: يتم فرز الرناز 7 وهو عضو من العائلة الكبيرة رناز A بواسطة الجلد البشري ويعمل كعامل قوي مضاد للمرض. بالنسبة لهذه الرنازات المفرَزَة، حتى النشاط الإنزيمي قد لا يكون ضروريا لعملها المتوقع فعل سبيل المثال تعمل الرنازات المناعية عبر إزالة استقرار الغشاء الخلوي للبكتيريا.
لمواجهة هذا، يتم غسل المعدات التي تُستخدم لاستخلاص الرنا بعناية وتتُرك مفصولة عن باقي معدات المخبر، كما تعالج بختلف المواد الكيميائية القوية للقضاء على الرنازات. لسبب ما يحرص مؤدوا التجارب على عدم ترك جلدهم العاري يلمس المعدات.